# Англійські війни (Скандинавія)
Англійські війни (Англійська: The English Wars, Данська: Englandskrigene, Шведська: Englandskrigen) — були низкою конфліктів, що проводили Сполучене Королівство та Швеція проти Данії-Норвегії в рамках Наполеонівських війн. Назва на честь Англії, яка оголосила війну Данії-Норвегії через розбіжності щодо нейтралітету данської торгівлі та запобігання данському флоту потрапити в руки Першої Французької імперії. Він розпочався з битви при Копенгагені (1801 р.), А останній етап з 1807 р. Слідувала «війна з рушницею», війна Данії-Швеції 1808–09 та шведське вторгнення в Гольштейн у 1814 році.

## Передумови війни
Після смерті міністра закордонних справ Данії та Норвегії Андреаса Пітера Бернсторфа в 1800 році, престоловий принц Фредерік почав показувати свою волю в правлінні у всіх власних районах. Міністр фінансів, Ернст Генріх фон Шіммельман, ігнорував протести міністра закордонних справ Крістіана Бернстофа, який нарешті задовольнив неодноразові прохання голландського торговця Фредеріка де Конінка про військово-морський конвой з 40 торговців. Цей конвой перевозив переважно французькі та голландські товари з голландської Східної Індії до Копенгагена. Це призвело до «збройного нейтралітету», і це дало неоднозначні сигнали решті світу щодо цього нейтралітету, Данія-Норвегія продовжувала наполягати на недоторканні суден, що плавають під нейтральними прапорами. Наступного дня конвоїрам було надано наказ про опір, якщо іноземні військово-морські кораблі будуть намагатися перевірити документи або товари на кораблях під данським прапором, незалежно від розміру сил, з якими стикається конвой. Це була стратегія з високим рівнем ризику, оскільки багато з кораблів пропливали під данським прапором, щоб отримати переваги нейтральності Великобританії.
У грудні 1799 року англійський моряк, який намагався перевірити корабель під Данським прапором у Гібралтарі, був вбитий. Коли в 1800 році стало відомо, що Російська імперія очолить нову Лігу збройного нейтралітету, Великобританія відреагувала влітку того ж року, маючи ескадру з 130 гармат, які намагалися оглянути данський конвой у супроводі Фрегата «Фреї» в Остенді. Відповідно до свого наказу, капітан Фреї відмовився і провів битву, але через годину він був змушений підняти прапор. Це призвело до того, що Данія та Норвегія звернулися до Російської імперії з проханням приєднатися до збройного нейтралітету, хоча в серпні британський флот прибув з Копенгагена. Під загрозою британських бомбардувань Крістіан Бернсторф пообіцяв тимчасово зупинити конвой, поки Данія та Великобританія не встановлюють загальні правила того, як і коли користуватися конвоями.
Наступного місяця російський посол прибув до Данії з офіційним запрошенням країни приєднатися до Ліги збройного нейтралітету разом зі Швецією, Російською Імперією та Пруссією (на чолі з російським царем Павлом), що вона зробила в грудні 1800 року. Однак у 1801 р. Цар підписав союз з Францією, а потім Росія та Франція досягли закриття всіх європейських портів для британської торгівлі, внаслідок чого Великобританія вимагала, щоб Данія та Норвегія негайно покинули лігу. Однак такі відходи створили б враження, що Данія та Норвегія об'єдналася з Сполученим Королівством, таким чином, майже напевно призведе до вторгнення одного з союзників Франції чи Росії (Швеція прагнула завоювати Норвегію у Данії, якщо Пруссія може перемогти Ютланд, в той же час, вихід Великобританії до Балтійського моря може бути повністю відрізаний). Данія та Норвегія, вважаючи, що вона зможе вести морську війну з Англією, ніж наземна війна з Пруссією, Російською Імперією та Швецією, відхилила всі британські пропозиції щодо переговорів. Таким чином, 12 березня 1801 року Сполучене Королівство направило флот проти Данії, щоб зняти Данію та Норвегію з ліги через військові дії.

## Хід війни

### Копенгаген (1801)

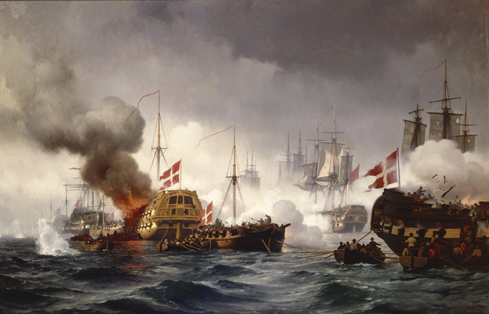
Данські лінійні кораблі, Кронборг та Даннеброг, в битві.

Данія почала готуватися до можливої нападу англійців, але наприкінці березня більша частина флоту не була готова після зими, і підготовка зайняла до шести тижнів. Таким чином, план оборони Данії полягав у тому, що існуючі кораблі повинні захищати вхід до Копенгагена, закріпленого на вигнутому лінії від фортенера до Амагера. На різних кораблях не вистачало екіпажу, тому додатковий екіпаж був набраний за 15 «ригсдалерів» як заробітну плату з подальшим швидким навчанням та наказом сміливо боротися за «короля та країну».
Британський флот вільно пройшов Кронборг 30 березня і продовжував шлях до Копенгагена вздовж узбережжя Швеції. Шведський флот, з ініціативи короля Густава IV Адольфа, все ще прямував на допомогу датчанам, але погода заважала йому. План адмірала сера Хайд Паркера полягав у тому, щоб половина його флоту атакувала данський флот з півдня, а решта братиме участь у данській блокаді Кронлебіт. Атака повинна була закінчитися нападом на острів Треконер. У наступні дні британці підготувались до нападу і відпливали далі на південь, повз Копенгагена, щоб обійти данські сили.
Лорду Гораціо Нельсону було доручено командувати дванадцятьма лінійними британськими кораблями, і було завданням пройти через щільну оборону, що оточує Копенгагенський риф, через який було надзвичайно важко пройти. Тим не менш, він взяв на себе ініціативу на атаку, і чотири його найбільші кораблі (Слон, Захисник, Рассел та Беллона) швидко опинилися на мілководді. Битва тривала тривалий час. Коронний принц Фредерік, зі своєї позиції в порту, міг бачити, що битва вже не має жодної мети, і погодився на перемир'я, не консультуючись з дансько-норвезьким командувачами Олфером Фішером та Стіном Білле.
Поки британський флот прямував до Данії, політична ситуація різко змінилася. 21 березня британці вступили в мирні переговори з Францією, а 24 березня відправили дипломатів до Російської імперії, щоб очистити шлях до політичного розуміння. У зв'язку зі смертю Царя Павла I, Ліга збройного нейтралітету повинна була розпастися.
Шведський король Густав IV Адольф вирішив розглянути перемир'я Данії та Норвегії з Великобританією як зраду Ліги збройного нейтралітету і скористався цим, граючи у слабкому положенні Данії та Норвегії в Петербурзі. Причиною цього було те, що Швеція насправді покладала великі надії на придбання Норвегії у Данії. Ці плани повинні були бути марні через відсутність підтримки інших великих держав у Європі.
Пруссія, яку Данія-Норвегія сприяла вступу до Ліги збройного нейтралітету, покинула лігу, як тільки звістка про вбивство царя Павла досягла Берліна. У той же час Пруссія вимагала, щоб Данія-Норвегія забрали до себе Гамбург, а Пруссія зберігла Ганновер та Саксен-Лауенбург. Данія-Норвегія, яка була змушена визнати кілька гірких дипломатичних поразок через свою політику нейтралітету, тепер звернулася до Великобританії шляхом прямих переговорів з лордом Хококсбері. Крістіан Бернсторф наприкінці травня поїхав до Лондона, щоб домовитись про повернення одиниць дансько-норвезького флоту, захопленого англійцями під час битви при Копенгагені. У той же час, Бернсторф також домовився про можливе відкликання британських військ з дансько-норвезьких колоній, які вони займали під час короткого конфлікту. Але переговори між Данією-Норвежеєю та Великобританією були марними, оскільки Данії нічого не було запропонувати або чимось погрожувати Великобританії.

### Копенгаген (1807)

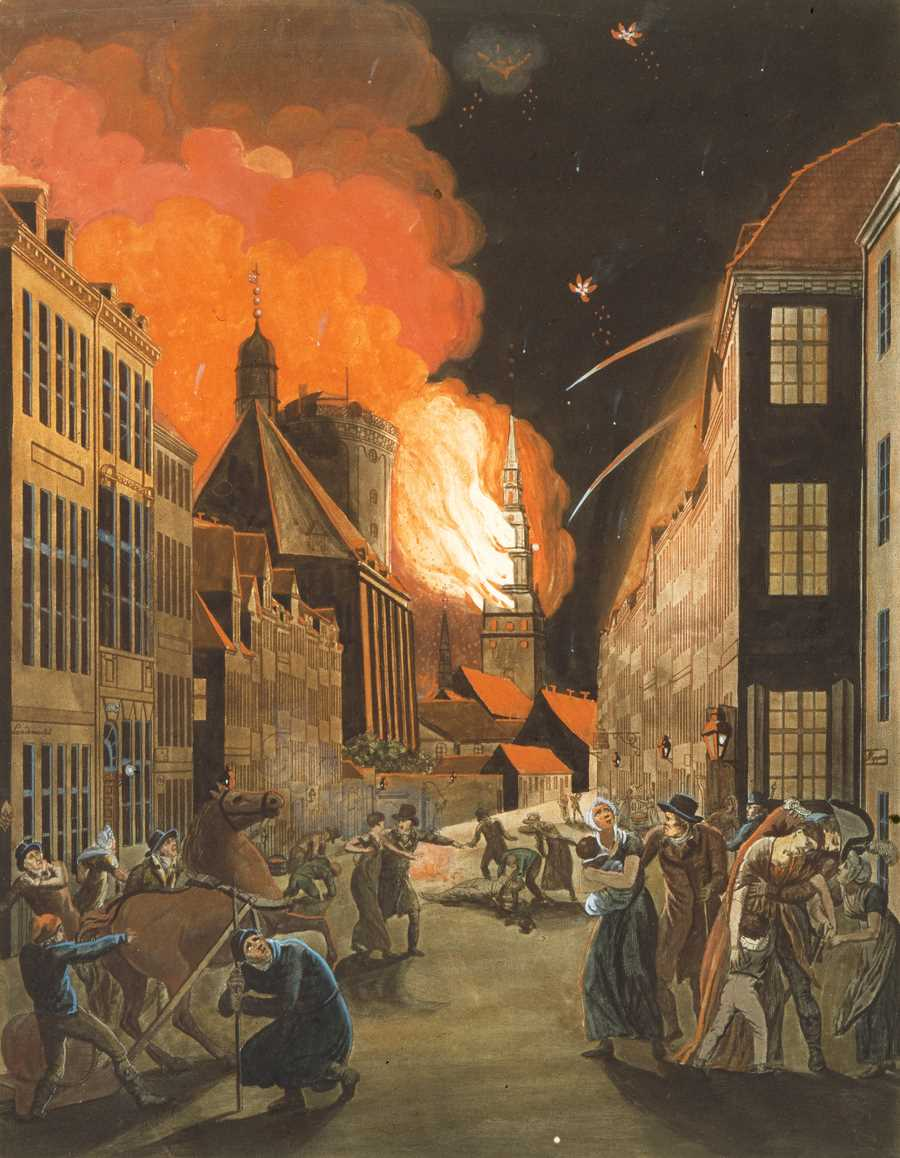
Копенгаген у вогні

Оскільки Данія-Норвегія відмовилася прийняти британський ультиматум, Великобританія вирішила висадити великі сили у Зеландії, Ведбеку 16 серпня 1807 р. Нещодавно призначений в данську армію, командиру Ернсту Пайману довелося зіткнутися з британським загоном з меншою кількістю непідготовлених моряків. Британці швидко розпочали облогу Копенгагена, і невеликі сутички сталися на південь від столиці. 29 серпня великі сили Данської поліції також були розбиті британськими військами під командуванням сера Артура Веллі.
Англійці захопили всі данські кораблі, деякі вони змогли повернути до Англії, а решту спалили, і всі цінні речі взяли на данську військово морську базу в Холмені(Копенгаген). У грудні британський флот також захопив Данську Західну Індію та займав територію майже вісім років. Поселення Данської Індії також були зайняті Великобританією у 1808—1815 роках.

### Альянс з Францією
Британський напад на Копенгаген призвів до того, що Данія та Норвегія вирішили укласти союз з Францією, а 31 жовтня Французько-Данський Союз був підписаний у Фонтенбло. Данія та Норвегія зараз офіційно воювали з Великобританією, що призвело до британської окупації всіх данських колоній. У той же час британці також ініціювали блокаду поставок між Данією та Норвегією, що призвело до дефіциту поставок у Норвегії.
Оскільки Швеція була союзником Великої Британії у війні проти Франції з 1805 року, після мирного договору з Францією у Тільсіті. Росія вступила в союз з Наполеоном, Цар Олександр I побачив цю можливість напасти та взяти Фінляндію у Швеції. Тому в лютому 1808 р. Росіяни розпочали фінську війну, вступивши до Фінляндії з 24 000 солдатів і захопили Гямеенлінна. Після нападу російської імперії на Швецію, крон принц Фредерік також побачив можливість скористатися слабкою позицією Швеції та повернути території, яку Данія-Норвегія втратила у Швеції після Договору Бремсебрського та Договору Роскіллі. Данія також, за домовленістю у Фонтенбло, пообіцяли допомогти французам та росіянам у можливому нападі на Швецію, тому 14 березня 1808 р., через день після смерті короля Крістіана VII, Данія-Норвегія також оголосив війну Швеції. В результаті оголошення війни Наполеон вирішив відправити допоміжний корпус, що складається з військ Франції, Іспанії та Нідерландів до Данії. Війська під командуванням французького маршала Жана-Батіста Бернадота повинні були розпочати вторгнення в Сконе з данськими-норвезькими військами. Але війська Бернадота не просувалися далі, ніж Зеландії, оскільки лід у протоці між Каттегатом та Балтійським морем почав танути в середині березня, і поява британського флоту ускладнила перетину Швеції. Війська Бернадота застрягли в Ютландії, натомість війна була відправлена на шведський та норвезький кордон, де шведські війська вторглися в Норвегію в середині квітня. Однак вторгнення було припинено, а навесні та влітку між норвезькими та шведськими військами були лише місцеві сутички до того, як шведські війська відступили назад через кордон наприкінці літа.
У серпні звістка про мадритське повстання дійшла до іспанських військ, розгорнутих у Данії. Це призвело до заколоту серед іспанців та подальшої евакуації Ла-Романської дивізії, коли британці евакуювали більшість іспанських військ від Данії до Іспанії, де вони воювали проти французів у війні на півострові.

### Фінансова сторона
З 1807 по 1813 р війна характеризувалася високою інфляцією, при цьому заробітна плата збільшувалась на кілька сотень відсотків, а ціни зерна ще більше. Для Данії було не дешево підтримувати армію, що базувалась в Голштейні, і хоча в 1810 році Данський уряд ввів прогресивний податок на прибуток для покриття дефіциту, він не мав адміністративного механізму, необхідного для роботи цієї нової системи, та щоб змусити економіку працювати. Збільшився дефіцит, друкували все більше і більше банкнот.
З 1806 по 1813 р загальна номінальна вартість валюти зросла в шість разів, але реальна вартість банкнот значно знизилася. Таким чином, сама держава збанкрутувалась. Рішення від 5 січня 1813 визначило, що новий іноземний банк замінить старі банки і почне чеканку нових монет, вартість яких буде пов'язана з іноземними банкнотами. Це зробило маленьких інвесторів, гроші яких прив'язані до державних облігацій, та людей, які володіють банкнотами, відносно бідними. За переписом 1801 р., в Англії та Уельсі налічувалося близько 9 млн жителів і 1,5 млн у Шотландії. Водночас національний дохід збільшився втричі. Змінювалася структура економіки країни. Більшість населення була зайнята у промисловості. Промисловий розвиток Великої Британії свідчив про високу залежність її традиційних галузей виробництва від зовнішньої торгівлі. У середині XIX ст. Велика Британія утримувала першість у багатьох галузях промисловості. Майже 45 % світової промислової продукції виробляли в Англії. Зокрема текстильної та бавовняної. Особливого розмаху набуло машинобудування. Верстати, механізми, устаткування постачали й за межі країни. Загалом до 1850 р. вивіз зріс у шість разів. Власне, Англія утримувала першість за видобутком вугілля. Вона ж виплавляла половину обсягу світового чавуну. Потужність британських парових двигунів у рази перевищувала потужності подібних виробів конкурентів.